# Обліченко Григорій
Григорій Обліченко (Обличенко) (1889, с. Куберлі Харківської губернії — ?) — лірник.
Знав кілька дум. Записи від нього робив Пофирій Мартинович. Від нього записали думу «Про Самарські брати».